# Exodus (밥 말리 & 더 웨일러스의 음반)
| 전문가 평가              | 전문가 평가 |
| 평가 점수                | 평가 점수   |
| 출처                     | 점수        |
| ------------------------ | ----------- |
| AllMusic                 | [ 1 ]       |
| Billboard                | (favorable) |
| Christgau's Record Guide | B+          |
| Pitchfork                | (8.4/10)    |
| PopMatters               | (favorable) |
| Sputnikmusic             | 5/5         |

《Exodus》는 자메이카의 레게 밴드 밥 말리 & 더 웨일러스의 아홉 번째 스튜디오 음반으로, 1977년 6월 3일, 《Rastaman Vibration》 (1976년)에 이어 아일랜드 레코드를 통해 처음 발매되었다.
1976년 12월 3일, 밥 말리의 목숨에 대한 암살 시도가 이루어졌는데, 그의 가슴은 갈기갈기 찢기고 팔은 총알로 맞았으나 그는 살아남았다. 암살 시도에 따라 말리는 자메이카를 떠나 런던으로 추방되었고, 그곳에서 《Exodus》가 녹음되었다.
《Exodus》는 레게 음반으로 블루스, 소울, 브리티시 록, 펑크의 요소를 포함하고 있다. 이 음반의 프로듀싱은 맥박이 뛰는 베이스 비트와 피아노, 트럼펫, 기타를 강조하는 것이 특징이었다. 웨일러스의 이전 음반들과는 달리, 《Exodus》는 주제넘게 이야기 전개에서 벗어나, 대신 변화, 종교 정치, 그리고 성에 대한 주제를 다룬다. 이 음반은 두 부분으로 나뉘어 있는데, 전반부는 종교 정치를 중심으로 하고 후반부는 섹스와 신앙 유지에 초점을 맞추고 있다.
이 음반은 비평적으로나 상업적으로 성공을 거두었다. 그것은 미국, 영국, 캐나다에서 골드 인증을 받았고, 말리를 국제적인 스타로 이끈 음반이었다. 2017년 《Exodus》를 리마스터드해 40주년을 맞아 재발매했다. 《Exodus》는 말리의 가장 큰 히트 음반인 《Legend》에 수록된 곡 중 가장 많이 팔린 레게 음반에 수록된 곡이 그의 다른 어떤 음반보다 많다.

## 배경
1974년, 웨일러스의 오리지널 멤버였던 피터 토시와 버니 웨일러가 밴드를 탈퇴했다. 이후 밴드는 "밥 말리 & 더 웨일러스"라는 이름으로 활동을 이어갔는데, 이는 리 "스크래치" 페리 시대 (《Soul Rebels》와 《Soul Revolution》 음반 등) 때부터 가끔 사용되던 이름이었다. 이 시기 말리의 백업 밴드는 칼턴 배럿 (드럼)과 애스턴 "패밀리 맨" 배럿 (베이스) 형제를 비롯해, 알 앤더슨과 주니어 마빈 (리드 기타), 타이론 다우니와 얼 린도 (키보드), 시코 패터슨 (퍼커션)으로 구성되어 있었다. 또한 주디 모와트, 마르시아 그리피스, 그리고 말리의 아내 리타 말리로 구성된 아이 쓰리스가 백업 보컬을 맡았다. 1975년, 말리는 《Natty Dread》 음반에 수록된 〈No Woman, No Cry〉를 통해 자메이카 외 지역에서 첫 히트를 기록하며 국제적인 돌파구를 마련했다. 이어 1976년에는 미국 시장에서의 돌파구가 된 음반 《Rastaman Vibration》을 발매했으며, 이 음반은 1978년 《빌보드》 솔 차트에서 48위에 오르는 성과를 거두었다.

## 구상
1976년 12월, 자메이카는 선거를 거치며 실질적인 정치적 담론을 만들어내고 있었다. 마이클 맨리 총리는 선거 유세에서 "우리는 우리가 어디로 가고 있는지 안다"는 선거 슬로건을 사용했다. 이에 말리는 음반의 타이틀 곡인 〈Exodus〉를 썼다. 이 곡은 영국과 독일뿐만 아니라 자메이카에서 1위를 차지하게 되었다.
1976년 12월 3일, 말리의 삶에 대한 시도가 있었다. 그를 자메이카에서 몰아낸 것은 바로 이 시도였다. 말리의 암살 시도 외에도, 《Exodus》에 노래하는 아이 쓰리의 한명인 그의 아내 리타도 총에 맞아 살아남았다.

## 곡 목록
모든 곡들은 특별한 언급이 없는 한 밥 말리에 의해 작사/작곡하였다.
| #  | 제목                      | 재생 시간 |
| -- | ------------------------- | --------- |
| 1. | 〈Natural Mystic〉        | 3:28      |
| 2. | 〈So Much Things to Say〉 | 3:08      |
| 3. | 〈Guiltiness〉            | 3:19      |
| 4. | 〈The Heathen〉           | 2:32      |
| 5. | 〈Exodus〉                | 7:40      |

| #   | 제목                          | 작사·작곡             | 재생 시간 |
| --- | ----------------------------- | --------------------- | --------- |
| 6.  | 〈Jamming〉                   |                       | 3:31      |
| 7.  | 〈Waiting in Vain〉           |                       | 4:16      |
| 8.  | 〈Turn Your Lights Down Low〉 |                       | 3:39      |
| 9.  | 〈Three Little Birds〉        |                       | 3:00      |
| 10. | 〈One Love/People Get Ready〉 | 말리, 커티스 메이필드 | 2:52      |

## 인증
| 국가                                                            | 인증     | 판매량/출하량 |
| --------------------------------------------------------------- | -------- | ------------- |
| 캐나다 (뮤직 캐나다)                                            | 골드     | 50,000^       |
| 프랑스 (SNEP)                                                   | 골드     | 623,100       |
| 독일 (BVMI)                                                     | 골드     | 250,000^      |
| 영국 (BPI)                                                      | 플래티넘 | 300,000       |
| 미국 (RIAA)                                                     | 골드     | 500,000^      |
| ^출하량을 기반으로 한 인증 · 판매량+스트리밍을 기반으로 한 인증 |          |               |